# Jurga
Jurga (russisch Юрга) ist eine Stadt mit 78.900 Einwohnern im Westen Sibiriens in Russland am Fluss Tom. Sie liegt relativ zentral zwischen den Städten Nowosibirsk, Tomsk und Kemerowo an der transsibirischen Eisenbahnlinie.

## Geschichte
Die Stadt wurde 1886 als Stationssiedlung gegründet und erlangte erst während des Zweiten Weltkriegs industrielle Bedeutung, als dorthin Betriebe für Maschinenbau aus dem europäischen Teil des Landes verlegt wurden, um sie außerhalb der Reichweite deutscher Flugzeuge anzusiedeln. Es wurden innerhalb kürzester Zeit verschiedene Industrieanlagen beispielsweise aus Leningrad nach Jurga transportiert und dort wieder aufgebaut.
Während des Zweiten Weltkriegs und danach bestand hier das Kriegsgefangenenlager 526 für deutsche Kriegsgefangene. Es gibt heute noch einen kleinen Friedhof mit Grabsteinen mit deutschen Inschriften, die an die Verstorbenen deutschen Kriegsgefangenen erinnern. Die Kriegsgefangenen bauten in Jurga zahlreiche Häuser im süddeutschen Baustil. Die Häuser werden heute renoviert und geben der Stadt eine interessante Note neben den zahlreichen Plattenbauten aus der Sowjetära.

### Bevölkerungsentwicklung
| Jahr | Einwohner |
| ---- | --------- |
| 1939 | 4.746     |
| 1959 | 46.556    |
| 1970 | 62.092    |
| 1979 | 78.298    |
| 1989 | 93.202    |
| 2002 | 85.555    |
| 2010 | 81.533    |

Anmerkung: Volkszählungsdaten

## Wirtschaft
Die Wirtschaft stützt sich hauptsächlich auf die Eisenbahnwerkstätten, den Maschinenbau und die Bauindustrie.
Die früher sehr starke Möbelindustrie ist nach mehreren Werksschließungen inzwischen weitgehend verschwunden. Es gibt lediglich noch einige kleinere Handwerksbetriebe, die Möbel herstellen.

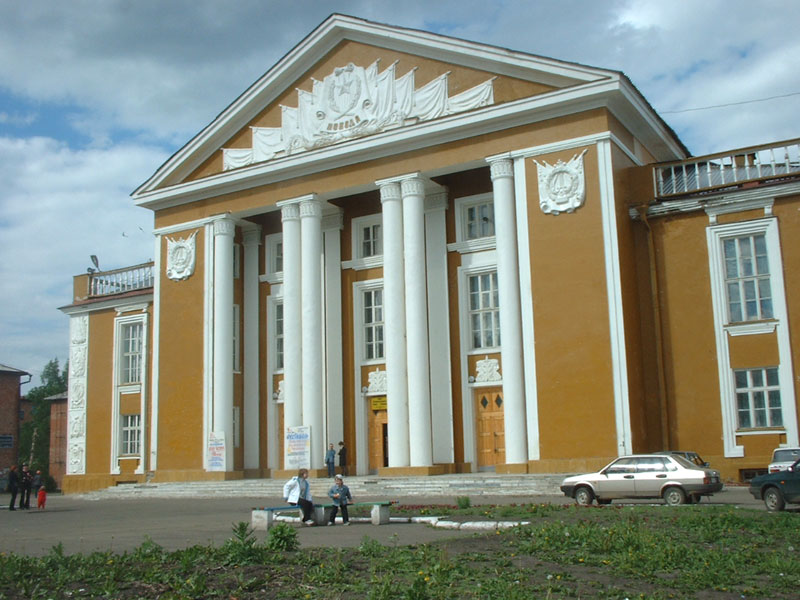
Kulturhaus in Jurga
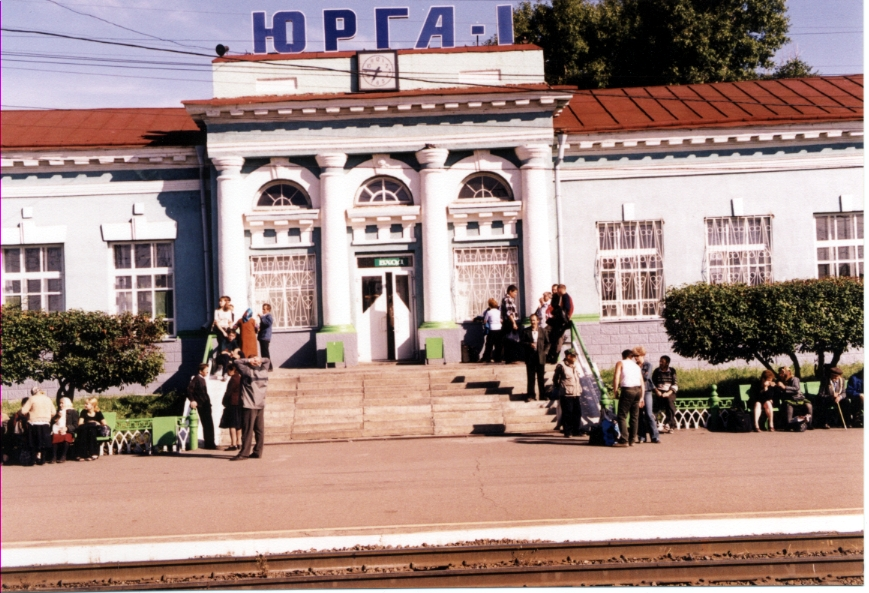
Bahnhof Jurga